# Sphaerodactylus sommeri
Espèce
Sphaerodactylus sommeri est une espèce de geckos de la famille des Sphaerodactylidae.

## Répartition
Cette espèce est endémique d'Haïti.

## Étymologie
Cette espèce est nommée en l'honneur de William W. Sommer, un des codécouvreurs de l'espèce.

## Publication originale
- Graham, 1981 : A new species of lizard (Sphaerodactylus) from northwestern Haiti. Journal of Herpetology, vol. 15, no 3, p. 363-366.